# Classe Sliva
Le unità della classe Sliva (progetto 712 secondo la classificazione russa) sono rimorchiatori di grandi dimensioni con scafo rompighiaccio.
La classificazione russa per queste navi è in russo спасательный буксир?, spasatel'nyj buksir, "rimorchiatore da salvataggio", abbreviato SB.

## Utilizzo
I rimorchiatori della classe Sliva sono stati costruiti negli anni ottanta in Finlandia. Si tratta di navi grandi e moderne, ben equipaggiate e con una capacità di traino pari a 90 tonnellate. Lo scafo rompighiaccio li mette in grado di operare anche nelle regioni del Nord, oppure in inverno.
Queste navi sono piuttosto simili ai rimorchiatori classe Stroptivyy, che vengono utilizzati in ambito civile.

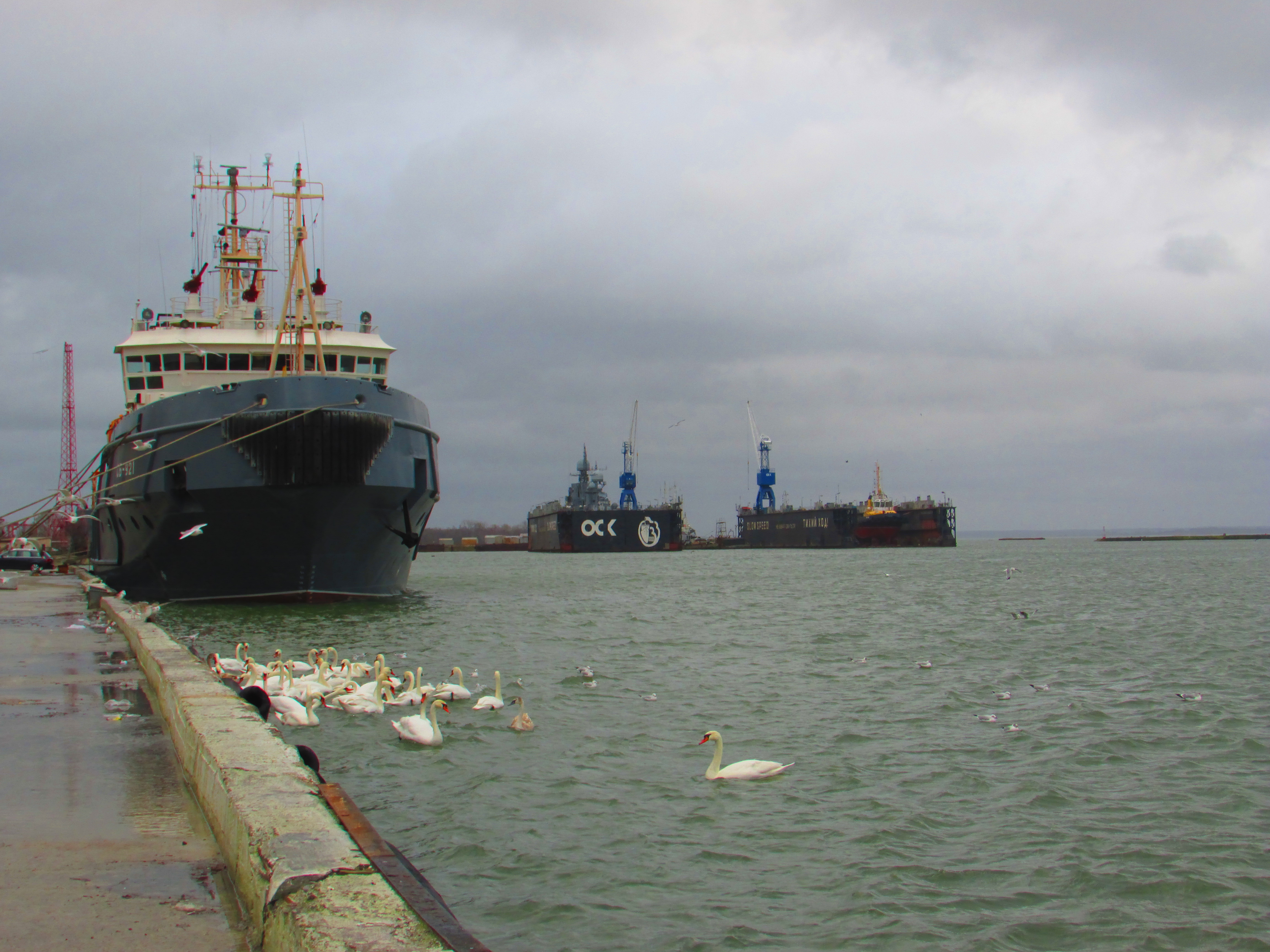
Il rimorchiatore da salvataggio russo ' della classe Sliva nel 2015

In tutto, ne sono stati costruiti quattro esemplari, tutti ancora in servizio con la marina militare russa (dati del 2024).
- SB-406: entrato in servizio nel 1984, è operativo nella Flotta del Nord.
- SB-408: entrato in servizio nel 1984 ed operò nella Flotta del Pacifico, è stata venduta ad un operatore civile nel 1993. Nel 1995 è tornato alla Flotta del Pacifico.
- Evgenij Čurov (ex SB-921): entrato in servizio nel 1985, è operativo nella Flotta del Baltico.
- Šachtër (ex SB-922 fino al 1988): entrato in servizio nel 1985, è operativo nella Flotta del Mar Nero.